# Tod Long
Tod Long (Estados Unidos, 18 de diciembre de 1970) es un atleta estadounidense retirado especializado en la prueba de 4x400 m, en la que consiguió ser campeón mundial en pista cubierta en 1995.

## Carrera deportiva
En el Campeonato Mundial de Atletismo en Pista Cubierta de 1995 ganó la medalla de oro en los relevos de 4x400 metros, llegando a meta en un tiempo de 3:07.37 segundos, por delante de Italia y Japón (bronce).